# Néocommunisme
Le néocommunisme est une notion polysémique qui regroupe plusieurs formes récentes de communisme. Le nom « néocommunisme » ou l'adjectif « néocommuniste » ont été appliqués, entre autres, aux institutions et aux personnes suivantes :
- État communiste actuel :
  - Le Viêt Nam[1].
- Partis communistes actuels :
  - Le Parti communiste français (France)[2]
  - Le Nouveau Parti anticapitaliste (France)
  - Le Parti communiste de Bohême et Moravie (Tchéquie)[3].
  - Le Parti du travail de Belgique (Belgique)
- Intellectuels d'inspiration communiste :
  - Toni Negri[4]
  - Alain Badiou[5]
  - Slavoj Žižek[6].